# Anna O.

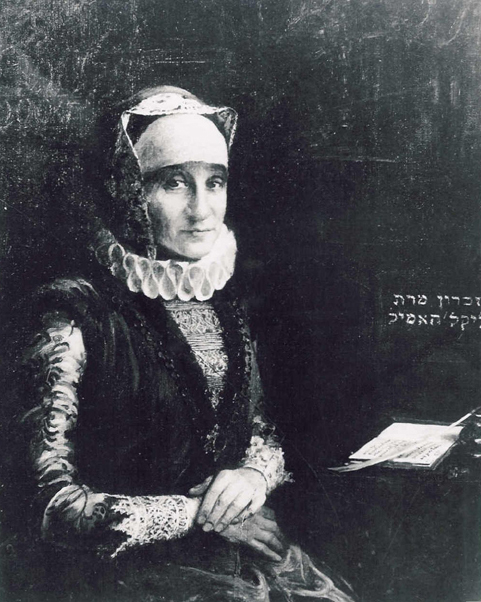
Bertha Pappenheim

Bertha Pappenheim (ur. 27 lutego 1859 w Wiedniu, zm. 28 maja 1936 w Neu-Isenburg) – znana także jako Anna O. i von Pappenheim; żydowska sufrażystka, działaczka społeczna, poetka, autorka powieści oraz dramatów.

## Życie
Bertha Pappenheim była trzecim dzieckiem handlarzy zbożem – Rechy i Siegmunda Pappenheimów. Jej dwie starsze siostry zmarły w dzieciństwie. W 1880 roku, w trakcie lipcowych wakacji w alpejskim uzdrowisku Ischl, ojciec Berthy ciężko zachorował. Od tamtego momentu wymagał stałej opieki. Choć rodzinę było stać na opłacenie pielęgniarki, tradycja wymagała, by to żona z córką zajęły się schorowanym mężczyzną. Dwudziestojednoletnia wówczas Bertha zwykła pełnić nocne dyżury przy ojcu. Twierdzi się, że to w tamtym okresie pojawiły się u niej zaburzenia psychiczne.
Leczyła się na histerię u psychoanalityka Josepha Breuera, który wiele lat później opisał ją w takich słowach: „Anna O. posiadała niebagatelną inteligencję, zdolna była do zdumiewająco skomplikowanych umysłowych kombinacji i przenikliwej intuicji; posiadała intelekt, który poradziłby sobie z solidną umysłową strawą i takiej też potrzebował, jednak po opuszczeniu szkoły już jej nie otrzymywał”.
W wieku dwudziestu dwóch lat przeprowadziła się do Frankfurtu nad Menem, gdzie zaangażowała się w działalność społeczną i polityczną. Pracowała w jadłodajni dla ubogich i w przedszkolu. Jako działaczka niemieckiego ruchu emancypacyjnego domagała się równych praw dla kobiet także w rodzinach żydowskich – chodziło jej przede wszystkim o dostęp kobiet do edukacji i o równouprawnienie w życiu zawodowym. Zakładała przedszkola, zakłady wychowawcze i instytucje oświatowe. W latach 1904–1924 była przewodniczącą powołanego do życia przez siebie oraz Sidonie Werner Związku Kobiet Żydowskich.

## Pacjentka Breuera i Freuda
Największą sławę zdobyła jako Anna O. – pacjentka Josefa Breuera. Anna O. miała duży udział własny w procesie terapii – stwierdzenie, że możliwość wypowiedzi przynosi jej poważną ulgę w cierpieniu, stało się punktem wyjścia teorii katartycznej, kładąc w ten sposób podwaliny pod ogólną teorię psychoanalizy. Freud określił ją mianem „prawdziwej twórczyni metody psychoanalitycznej”.
Do Josefa Breuera trafiła po raz pierwszy w listopadzie 1880, w związku z nerwowym kaszlem, chociaż jej problemy zaczęły się już w połowie lipca 1880. Początkowo miała problemy z mową, ale z czasem jej stan się pogarszał. Josef Breuer rozpoznał u niej dwa stany świadomości. Jeden, w którym bez żadnych problemów rozpoznawała otoczenie. Była w tym stanie „humorzasta” i melancholiczna, ale nie przejawiała żadnych zaburzeń. W drugim stanie przeżywała halucynacje, miała bóle głowy, kompleksowe zaburzenie widzenia, paraliż mięśni karku oraz braki czucia w rękach i nogach. Jej problemy z mową zaczęły się rozszerzać. Początkowo powtarzała słowa, robiła długie pauzy w zdaniach. Później przestała mówić poprawnie gramatycznie, aż w końcu zaniemówiła na dwa tygodnie.
„W nocy z 17 na 18 lipca 1880 roku dwudziestojednoletnia dziewczyna z niepokojem oczekiwała na przybycie chirurga, który miał operować jej ciężko chorego ojca. Siedząc sama przy łóżku cierpiącego, z prawą rękę na oparciu krzesła, wpadła w stan nieobecności psychicznej: W tym stanie doznała halucynacji – widziała czarne węże, które wypełzały ze ścian, a jednego, który pełzł w stronę jej ojca, by go zabić. W prawej ręce straciła czucie wskutek jej położenia, a palce przekształciły się w małe węże z trupimi główkami (paznokcie).”
Jej zachowanie (m.in. pojawianie się stanów auto-hipnotycznych na przemian z nasilonym pobudzeniem) wzbudziło u lekarza podejrzenia i niemal od razu stwierdził u niej chorobę psychiczną. Choroba szybko się rozwijała i od 11 grudnia Anna O. nie wstawała z łóżka. Rozpoczęła się wtedy druga faza choroby – pojawiły się bóle głowy, zaburzenia widzenia, porażenie mięśni szyjnych oraz zaburzenia czucia. Bertha Pappenheim zaczęła skarżyć się także na rozdwojenie jaźni, gdzie jedna jest prawdziwa, a druga zmusza ją do postępowania źle.
Josef Breuer i Sigmund Freud opisali sposób leczenia tej pacjentki. Anna O. przychodziła do Breuera na codzienne wieczorne analizy. Zdarzało się czasem, że Breuer przychodził do niej do domu rano, aby wprowadzić ją w stan hipnozy i uzyskać w ten sposób materiał do pracy na wieczorną sesję. Problemy z mową Breuer przypisał wydarzeniom związanym z jej ojcem. Po tym, gdy zmusił ją do opowiedzenia o tym, odzyskała zdolność do poprawnej i płynnej mowy. Jednak w kwietniu 1881, z powodu gruźlicy zmarł jej ojciec, którym cały czas się opiekowała. Ta śmierć wprowadziła ją w stan stuporu. Wyglądała jak figura woskowa i nie rozpoznawała osób ją odwiedzających. Straciła nie tylko zdolność mowy, ale również rozumienia języka niemieckiego. Gdy Josef Breuer prosił ją, żeby opowiadała co się z nią dzieje w czasie stuporu, powoli zaczęła mówić i dzięki temu jej stan poprawiał się. Anna O. opowiadała mu o halucynacjach przepełnionych martwymi rękami i szkieletami. Rano jednak znowu stawała się apatyczna i nieobecna. Jej stan pogarszał się coraz bardziej. Samookaleczenia zaczęły zagrażać jej życiu, przez co 7 czerwca 1881, została wbrew własnej woli odwieziona do sanatorium w Inzersdorfie niedaleko Wiednia. Z sanatorium wróciła dopiero w listopadzie. Do jej poprzednich symptomów doszła niemożność przyjmowania napojów. Mimo ogromnego pragnienia, nie mogła przełknąć nawet kropli jakiegokolwiek płynu przez sześć tygodni. Pragnienie zaspokajała więc jedząc owoce (przede wszystkim arbuzy). Po pewnym czasie opowiedziała Breuerowi jak widziała psa, który pił ze szklanki. Bardzo ją to obrzydziło. Po przypomnieniu sobie tego zdarzenia wypiła od razu pół butelki wody. Josef Breuer skończył terapię Berthy Pappenheim w 1882. Jak uznał wraz z Freudem, histeria pacjentki została wyleczona, a jej przypadek został opisany jako sukces w sprawozdaniu z 1895.

## Wątpliwości
Mimo tego stwierdzenia wydanego w 1895, Anna O. po skończonej terapii wcale nie była zdrowa. Pięć tygodni po zakończeniu terapii, 12 lipca 1882, Anna O. trafiła do sanatorium „Bellevue” w szwajcarskim mieście Kreuzlingen. Przebywała tam do 29 października 1882 roku. Z jej karty choroby wynika, że wiele symptomów pozostało: zaburzenia histeryczne, zaburzenia mowy czy zmiany świadomości. Mimo opuszczenia „Bellevue” jej symptomy nie zniknęły. Przez następne pięć lat Anna O. wysyłana była do sanatorium Inzensdorf trzy razy (od 30 lipca 1883 do 17 stycznia 1884; od 4 marca 1885 do 2 lipca 1885 oraz od 30 marca 1887 do 18 lipca 1887). Co więcej, Otto Binswanger informował Josefa Breuera o stanie Berthy 13 stycznia 1884 co oznacza, że Breuer skłamał, pisząc o jej całkowitym wyleczeniu. Sigmund Freud, współautor Studien über Hysterie (Studia nad histerią) również wiedział o złym stanie Anny O. po skończonej terapii u Breuera. Narzeczona Freuda, Martha Bernays, znała matkę Berthy Pappenheim i od niej pozyskiwała wiedzę o jej stanie zdrowia.
To, że Anna O. nie została wyleczona przez Josefa Breuera, nie było tajemnicą. Wielu psychoanalityków dywagowało, dlaczego terapia Berthy Pappenheim nie powiodła się. Wielu z nich (m.in. Goshen, Reichard, Bram, Schur, Masterson i Noshpitz) uznało, że nie cierpiała ona na histerię, ale na schizofrenię lub zaburzenie z pogranicza. Inni uznali, że Breuer ją wyleczył, a po skończonej terapii w szpitalach psychiatrycznych była leczona na uzależnienie od morfiny, a nie histerię. Tej ostatniej wersji nie potwierdzają jej karty choroby, w których o uzależnieniu nie ma nawet wzmianki. Z kartotek z Bellevue Sanatorium wynika, że Anna O. cierpiała na gruźlicze zapalenie opon mózgowo-rdzeniowych (łac. meningitis tuberculosa). Jego objawy są bardzo podobne do tych, które miała pacjentka Breuera. Mimo tej diagnozy, późniejsze hospitalizacje w Inzersdorf Sanatorium określały chorobę Berthy jako histerię.
Malcolm Macmillan zarzuca Breuerowi błędy metodologiczne w jego terapii i późniejszym jej opisie. Według niego Josef Breuer sugerował Annie O. wszystkie wyjaśnienia, co nawet znajduje swoje potwierdzenie w Studien über Hysterie:
Tak jak myślałem, została urażona i zdecydowała się o tym nie mówić. Kiedy zacząłem to podejrzewać, zacząłem naciskać, żeby mi o tym opowiedziała
Co więcej, Macmillan porównał oryginalne zapiski Breuera z sesji terapeutycznych z Anną O., z tym co zostało opisane w Studien über Hysterie. Okazało się, że w żadnej wypowiedzi pacjentki nie ma emocjonalnych reakcji na opowiadane przez nie historie. Macmillan pokazuje w swojej książce, że emocjonalne reakcje do opisywanych historii były dodawane przez Freuda i Breuera dopiero w 1895. Tyczy się to zarówno opisów śmierci ojca, historii ze spaniem w skarpetkach, jak i reakcji na picie psa ze szklanki. Z jego oryginalnych zapisków wynika, że ulgę Annie O. przynosiło omawianie problemów, a nie wyzwolenie wypartych emocji. Według Malcolm Macmillana, Josef Breuer sugerował Annie O. przyczyny jej choroby podczas porannej sesji hipnozy, a ona podczas wieczornych sesji analitycznych opowiadała mu to, co on chciał usłyszeć.
Nie ma informacji, w jaki sposób w końcu udało się Annie O. pozbyć swoich objawów. Wiadomo tylko, że nastąpiło to pod koniec lat 80. XIX w., a zaraz potem rozpoczęła swoją działalność społeczną i literacką. Sama Bertha Pappenheim była dość krytycznie nastawiona do psychoanalizy, sprzeciwiała się poddawaniu terapii psychoanalitycznej młodych ludzi, którymi się opiekowała.

## Działalność literacka
Po zakończeniu leczenia w 1888 roku wyjechała wraz z matką do Frankfurtu. Pierwsze próby literackie opublikowała w roku 1890 pod pseudonimem „Paul Berthold” – opowieści, a później także artykuły i dramaty o sytuacji społecznej kobiet. W 1902 zaczęła publikować pod własnym nazwiskiem, dała się poznać jako autorka powieści i dramatów. Jest autorką wielu przekładów z jidysz na niemiecki. W swej twórczości podejmowała problematykę społeczną, zajmowała się kwestią wychodźców żydowskich oraz handlem kobietami. W 1930 opublikowała swe największe dzieło – książkę o prostytucji kobiecej w Europie Wschodniej. Wiele tekstów Berthy Pappenheim zostało opublikowane po jej śmierci, a jeszcze więcej zaginęło.
Ważnym dziełem w jej dorobku były „Modlitwy” z 1936 roku – zbiór ponad dwóch tysięcy modlitw, które autorka stworzyła przez szesnaście lat swojej działalności literackiej, by później przekazać je swojej pracownicy Hannie Karmińskiej, która jest także autorką posłowia do pierwszego wydania. Określono tam autorkę tymi słowami: „Jej dusza wciąż broniła niczym świętego Graala każdej wartości i każdego przekonania, których rozpad rysował się przed jej oczyma; do szpiku kości przesiąknięta była prawem, które niezwyciężenie stawiało opór wszelkim tym niszczycielskim siłom”.

### Obraz judaizmu w „Modlitwach”
Pappenheim charakteryzował nowatorski pogląd na judaizm jak na swoje czasy. Widać to na przykładzie modlitw jej autorstwa. Poetka nie bała się odpowiedzialności za swoje czyny, często uosabiała Boga z siłą, zaznaczając, że judaizm nie jest religią umartwiania się, lecz działania – w tym przypadku o równość kobiet.
W centrum religijnych zainteresowań stawiała także rodzinę. Kobieta była dla niej „twórczynią życia”, czym przewyższa mężczyznę. Opieka nad rodziną była dla niej tożsama z opieką nad całą społecznością. Choć sama była z wyboru niezamężna i bezdzietna. Dzięki temu mogła w pełni skupić się na pomocy innym, uznając każde dziecko za swoje i dostrzegając w nich uosobienie nadziei mesjańskiej. W jej poezji można jednak dostrzec tęsknotę za własnym potomkiem.
Dora Edinger, biografka Berthy, określiła jej działalność jako jedność „pozornych sprzeczności jej istoty, jej silnej wierności obowiązkowi i czarującemu poczuciu humoru, jej bezceremonialności i najgłębszej miłości do piękna”.

## Działalność społeczna
Od 1890 roku organizowała kuchnię dla uchodźców ze Wschodu. W 1895 przejęła kierownictwo żydowskiego sierocińca, a siedem lat później założyła ośrodek opieki nad ubogimi Weibliche Feursore.
W 1904 roku Bertha Pappenheim wraz z Sidone Werner założyła Judische Frauenbund, czyli Żydowski Związek Kobiet, którego celem było poprawienie życia i dążenie do równouprawnienia kobiet w gminach żydowskich. Sprzeciwiały się także prostytucji i walczyła z handlem żydowskimi kobietami ze wschodniej Europy, które były sprzedawane do Ameryki Południowej. W latach dwudziestych XX wieku Żydowski Związek Kobiet był jedną z największych organizacji kobiecych w Niemczech i liczył ponad pięćdziesiąt pięć tysięcy członów. Zrzeszone tam kobiety domagały się także praw wyborczych oraz równouprawnienia. Żydowski Związek Kobiet rozwinął także misje dworcowe (Bahnhofsmission), a znakiem rozpoznawczym misjonarek były szaty z Gwiazdą Dawida.
W 1907 roku założyła w Neu Isenburgu koło Frankfurtu dom dla dziewcząt w trudnej sytuacji i niezamężnych matek. Pomoc otrzymało tam wiele kobiet, jednak kilka lat po śmierci Pappenheim, w 1942 roku, ośrodek został zamknięty przez nazistów. Wszystkie mieszkanki przewieziono do Oświęcimia. Około 1917 Bertha Pappenheim stała się jedną z najważniejszych działaczek centralnego ośrodka żydowskiej opieki społecznej w Niemczech, a na pomoc innym przeznaczyła sporą część własnego majątku.
W 1919 roku udało się Pappenheim wyegzekwować na konserwatywnym frankfurckim rabinie Nehemii Noblu oświadczenie, w ramach którego prawa wyborcze kobiet miały nie być sprzeczne z prawem żydowskim. Uznawała także, że kobiety stworzone są do służenia ludzkości, co przybliża je do Boga, a nawet jest wyrazem służby i wypełnienia jednej z micw.
Zmarła 28 maja 1936 w Neu-Isenburg. W przemowie pogrzebowej Martin Buber określił ją jako „kobiece wcielenie Mojżesza”. Swoją działalnością pokazała niemieckim Żydówkom jak znaczącą rolę odgrywają w judaistycznym świecie.

## Publikacje

### Tłumaczenia
- „Vindication of the Rights of Women” Mary Wollstonecraft (1899)
- Wspomnienia Gluckel von Hameln (1910)
- „Cene urene” (1930)

### Wybrane modlitwy autorstwa Berty Pappenheim
- Modlitwa (12 sierpnia 1922)
- Modlitwa starych (16 września 1925)
- Modlitwa dla kobiet (9 września 1925)
- Modlitwa przewodniczącej przed zebraniem (22–23 stycznia 1928)
- Modlitwa na rocznicę śmierci (30 lipca 1933)